# Parque Puente Ñilhue
El Parque Puente Ñilhue se ubica en la Región Metropolitana de Santiago, Chile. Se encuentra en un sector cordillerano, en los límites de las comunas de Lo Barnechea y Las Condes. Los senderos del parque permiten alcanzar la cumbre de los cerros Provincia y San Ramón entre otros.
El cerro Provincia está inmerso dentro de una gran área que fue declarada por el Gobierno como Sitio Prioritario para la Conservación de la Biodiversidad, por lo cual su protección y manejo son fundamentales para mantener su riqueza natural Por esta razón, es que se ha desarrollado un proyecto que pretende cambiarle la cara a este lugar, con mejoras que ya son visibles, entre estas están, el arreglo del camino de acceso, la instalación de barandas de seguridad, ingreso controlado, plantación de árboles nativos, suministro de agua para los visitantes, mejoramiento de los senderos y guardaparques día y noche. También se pretende implementar nuevas rutas y zonas de camping en el área de Vallecito y Potrerillos, las cuales contarían con baños, mesas y agua.
Para lograr esta ambiciosa meta, la empresa se ha propuesto un plan de manejo y desarrollo que contempla mejora de las áreas afectadas mediante la reforestación con especies nativas, en especial en la zona de Alto del Naranjo.
Para financiar estas mejoras, desde el 23 de noviembre de 2010 se comenzó a cobrar una entrada de $1.500 pesos los adultos y $500 los niños por día calendario. El parque está abierto de lunes a domingo, los 365 días del año desde las 8:00 hasta las 18:00. ingreso y salida hasta las 20:00

## Vías de accesos
Camino a Farellones, por la ruta G21 hasta el kilómetro 5, hasta la administración donde se encuentra el acceso al sendero.